# Bobby Walker (football, né en 1879)
 (septembre 2023).
Si vous disposez d'ouvrages ou d'articles de référence ou si vous connaissez des sites web de qualité traitant du thème abordé ici, merci de compléter l'article en donnant les références utiles à sa vérifiabilité et en les liant à la section « Notes et références ».
Pour les articles homonymes, voir Bobby Walker et Walker.
Robert Staig Walker, couramment appelé Bobby Walker, est un footballeur international écossais, né le 10 janvier 1879, à Édimbourg en Écosse et mort le 28 août 1930 dans cette même ville. Il jouait au poste d'avant-centre et a fait toute sa carrière au sein du Heart of Midlothian. Il fait partie du Scottish Football Hall of Fame, depuis 2013, lors de la dixième session d'intronisation.

## Biographie
Sa tombe se situe au cimetière de North Merchiston à Ardmillan.

### Carrière internationale
Bobby Walker reçoit 29 sélections et inscrit 8 buts en faveur de l'équipe d'Écosse. Il a détenu le record de sélections en équipe d'Écosse de 1905 à 1931. Il est resté le joueur du Heart of Midlothian le plus capé en équipe d'Écosse jusqu'en 2006 où il fut battu par Steven Pressley.
Sa carrière en équipe nationale a duré 13 ans, 1 mois et 3 jours (entre la date de sa première sélection et celle de sa dernière), ce qui le place en 11e position de tous les temps pour l'équipe d'Écosse. Il est l'un des deux joueurs à avoir le plus affronté l'Angleterre, avec 11 sélections, à égalité avec Alan Morton. Il aurait même dû en avoir 12 si le match du 5 avril 1902 (arrêté à la 51e minute, à la suite de l'accident connu sous le nom de désastre d'Ibrox) avait été officiellement pris en compte.

### Buts internationaux
| no | Date          | Lieu                                        | Adversaire     | Évolution | Score final | Compétition               |
| -- | ------------- | ------------------------------------------- | -------------- | --------- | ----------- | ------------------------- |
| 1  | 1er mars 1902 | Grosvenor Park, Belfast (Irlande)           | Irlande        | 2-0       | 5-1         | British Home Championship |
| 2  | 15 mars 1902  | Cappielow Park, Greenock (Écosse)           | Pays de Galles | 4-0       | 5-1         | British Home Championship |
| 3  | 4 avril 1903  | Bramall Lane, Sheffield (Angleterre)        | Angleterre     | 2-1       | 2-1         | British Home Championship |
| 4  | 12 avril 1903 | Dens Park, Dundee (Écosse)                  | Pays de Galles | 1-0       | 3-2         | British Home Championship |
| 5  | 18 mars 1905  | Celtic Park, Glasgow (Écosse)               | Irlande        | 2-0       | 4-0         | British Home Championship |
| 6  | 16 mars 1907  | Celtic Park, Glasgow (Écosse)               | Irlande        | 2-0       | 3-0         | British Home Championship |
| 7  | 1er mars 1909 | Racecourse Ground, Wrexham (Pays-de-Galles) | Pays de Galles | 1-3       | 2-3         | British Home Championship |
| 8  | 16 mars 1912  | Windsor Park, Belfast (Irlande)             | Irlande        | 4-1       | 4-1         | British Home Championship |

## Palmarès
- Heart of Midlothian FC :
  - Championnat d'Écosse de football 1896-97
  - Coupe d'Écosse de football 1900-01, 1905-06